# Limonium auriculae-ursifolium
Limonium auriculae-ursifolium är en triftväxtart som först beskrevs av Pierre André Pourret de Figeac, och fick sitt nu gällande namn av George Claridge Druce. Limonium auriculae-ursifolium ingår i släktet rispar, och familjen triftväxter.

## Underarter
Arten delas in i följande underarter:
- L. a. lusitanicum
- L. a. multiflorum
- L. a. multillorum